# Bailey Bass
Pour les articles homonymes, voir Bass.
Bailey Bass, née le 18 juin 2003 à Nashville, dans le Tennessee (États-Unis), est une actrice américaine. Elle se fait connaître grâce à son rôle de Tsireya dans la superproduction hollywoodienne Avatar 2, sortie en 2022, et ses deux suites, prévues en 2025 et 2029.

## Biographie

### Jeunesse
Bailey Bass voit le jour le 18 juin 2003 dans la ville de Nashville, située dans le Tennessee aux États-Unis. Cette dernière a été une athlète de niveau D1 en tennis. À l'âge de deux ans, elle déménage avec sa mère et son petit frère à Brooklyn, l'un des cinq arrondissements de New-York, métropole de la côte Est. Bass affirme avoir grandie dans un « quartier à prédominance russe, j'ai donc été immergé dans la culture biélorusse mais aussi dans la culture russe et la culture kazakhe. Et j'ai grandi en parlant russe et j'adore ça. J'aime être immergé dans ma culture car même si je ne suis jamais allé en Biélorussie, j'ai l'impression d'en savoir tellement sur elle ».

### Carrière
Bailey Bass fait ses premiers pas d'actrice à l'âge de cinq ans lorsqu'elle tourne une publicité pour My Little Pony. En 2011, elle a un petit rôle dans le film A Little Bit of Heaven, son premier long-métrage. En 2013, elle apparaît dans le drame indépendant Pit Stop (en), présenté en première au Festival du film de Sundance, et dans Moon and Sun l'année suivante. Six ans plus tard, l'année de ses dix-sept ans, Bass fait une petite apparition dans un épisode de la saison 21 de la série à succès New York, unité spéciale. L'année 2021 la voit à l'affiche du film Le Noël de la famille Jenkins. Bass intègre également le casting du drame télévisuel At That Age, un pilote produit par la NBC qui est « une exploration de l'héritage d'une famille afro-américaine ». 
C'est en 2017 que la carrière de Bass prend un tournant majeur. Au mois de septembre de cette année-là, il est révélé aux médias le casting des suites d'Avatar de James Cameron. Ce premier film, sorti en 2009, connaît un succès mondial tel que Cameron travaille toute la décennie suivante sur les suites. Bass, alors âgée de quatorze ans, est choisie pour interpréter Tsireya, une jeune Na'vi du Clan Metkayina,. Elle décrit son personnage et le clan aquatique auquel elle appartient comme tel : « Ce sont des produits de leur environnement, et parce qu'ils sont entourés d'eau, ils ont une constitution légèrement différente, ce qui fait que je suis enthousiaste à l'idée que le public puisse les voir, car ils savent nager. Et Tsireya est une bonne apnéiste. Elle ressemble à Neytiri [jouée par Zoe Saldaña]. Elle est super gentille, a un grand cœur et se lie très rapidement avec les enfants de Sully ». Elle apparaît pour la première fois lors du deuxième volet, intitulé Avatar : La Voie de l'eau, qui sort en 2022,,.  
En 2022, Bass est l'une des têtes d'affiche de la série Interview with the Vampire. Elle prend les traits de Claudia, une vampire adolescente. Bass est productrice et directrice de la photographie de Interview with the Vampire: Behind the Scenes with Bailey Bass, série de vidéos retraçant le making-of de la série. Toutefois, par des « circonstances imprévues », elle annonce quitter la série après la première saison en mars 2023.

### Autres activités
Bass est l'auteure-compositrice et la coproductrice du single The Holidays de Madison Lagares, sorti en décembre 2022.
Passionnée par la bijouterie, elle lance en 2022 sa propre marque, BaiBai Jewelry.

## Filmographie

### Cinéma
| Cinéma      | Cinéma                        | Cinéma                     | Cinéma              | Cinéma       |
| Année       | Titre français                | Titre original             | Réalisateur         | Rôle         |
| Années 2010 | Années 2010                   | Années 2010                | Années 2010         | Années 2010  |
| ----------- | ----------------------------- | -------------------------- | ------------------- | ------------ |
| 2011        | A Little Bit of Heaven        | A Little Bit of Heaven     | Nicole Kassell      | Cammie Blair |
| 2013        | Pit Stop (en)                 | Pit Stop (en)              | Yen Tan (en)        | Cindy        |
| 2014        | Moon and Sun                  | Moon and Sun               | Demetrius Wren (en) | Essence      |
| Années 2020 |                               |                            |                     |              |
| 2021        | Le Noël de la famille Jenkins | A Jenkins Family Christmas | Robin Givens        | LaTrice      |
| 2022        | Avatar : La Voie de l'eau     | Avatar: The Way of Water   | James Cameron       | Tsireya      |
| 2025        | Avatar: Fire and Ash          | Avatar: Fire and Ash       | James Cameron       | Tsireya      |
| 2029        | Avatar 4 (en)                 | Avatar 4 (en)              | James Cameron       | Tsireya      |

### Télévision
| Télévision  | Télévision                | Télévision                          | Télévision           | Télévision     | Télévision                                  |
| Année       | Titre français            | Titre original                      | Réalisateur/créateur | Rôle           | Note                                        |
| Années 2020 | Années 2020               | Années 2020                         | Années 2020          | Années 2020    | Années 2020                                 |
| ----------- | ------------------------- | ----------------------------------- | -------------------- | -------------- | ------------------------------------------- |
| 2020        | New York, unité spéciale  | Law and Order: Special Victims Unit | Dick Wolf            | Breyona Taylor | Épisode 18 de la saison 21 : Baptême du feu |
| 2022        | Gift of Murder            | Gift of Murder                      | Michael Feifer (en)  | Dylan          | Téléfilm                                    |
| 2022        | Entretien avec un vampire | Interview with the Vampire          | Rolin Jones          | Claudia        | Apparaît dans cinq épisodes de la saison 1  |
| à venir     | At That Age               | At That Age                         | Malcom D. Lee        | Kendall Cooper |                                             |